# One Girl and Two Boys
Pour les articles homonymes, voir Girl et Boy.
Clip vidéo
[vidéo] « One girl and two boys - Marilyn Maxwell - Swing Fever (1943) », sur YouTube
[vidéo] « One girl and two boys - Marilyn Maxwell - Swing Fever - version colorisée (1943) », sur YouTube
One Girl and Two Boys ou Undecided (une fille et deux garçons, ou indécise, en anglais) est une chanson d'amour de big band swing & jazz, composée par Nacio Herb Brown, écrite par Lew Brown et Ralph Freed, et enregistrée en 1943 en disque 78 tours par Marilyn Maxwell, pour la musique de film de la comédie musicale Swing Fever (fièvre du swing) de Tim Whelan et de la Metro-Goldwyn-Mayer, avec le big band jazz & swing de Kay Kyser,.

## Historique

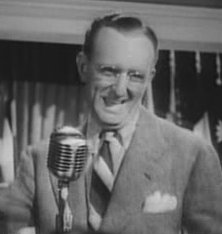
Le chef de big band jazz & swing Kay Kyser en 1943

L'actrice-chanteuse américaine Marilyn Maxwell joue les rôles principaux avec le chef de big band jazz Kay Kyser, dans la comédie musicale Swing Fever, de la Metro-Goldwyn-Mayer en 1943 (pendant la Seconde Guerre mondiale) où ils interprètent entre autres ce titre de 12 min, de la vague de succès des big band jazz & swing des années 1930 et années 1940, et de la production de films musicaux d'Hollywood associés (avec entre autres ceux de Duke Ellington, Louis Prima, Benny Goodman, ou Glenn Miller...).  
Le swing enfiévré de la chanson une fille et deux garçons est dansé par Jean Veloz (en), Lennie Smith, et Don Gallagher,.
Le compositeur Nacio Herb Brown est également compositeur entre autres de la célèbre chanson d'amour américaine de 1952 Singin' in the Rain, de Gene Kelly, de la comédie musicale Chantons sous la pluie, de la Metro-Goldwyn-Mayer. L'auteur Lew Brown est entre autres également auteur des paroles de 1939 du succès mondial Don't Sit Under the Apple Tree, des Andrews Sisters, Kay Kyser, et Glenn Miller...

## Anecdote
Marilyn Monroe (âgée de 22 ans) commence sa carrière d'actrice-chanteuse-danseuse-star légendaire d'Hollywood du cinéma américain, cinq ans plus tard, en 1948, avec une chanson de big band swing-jazz similaire, Every Baby Needs A Da Da Daddy (Chaque bébé à besoin d'un papa) pour la musique de son premier film musical Les Reines du music-hall, de Phil Karlson, de Columbia Pictures.

## Au cinéma
- 1943 : Swing Fever, comédie musicale de Tim Whelan, musique du film